# Osei Bonsu
Osei Bonsu, död 1824, var Asantehene, monark, i Ashantiriket mellan 1804 och 1824.